# Kopist

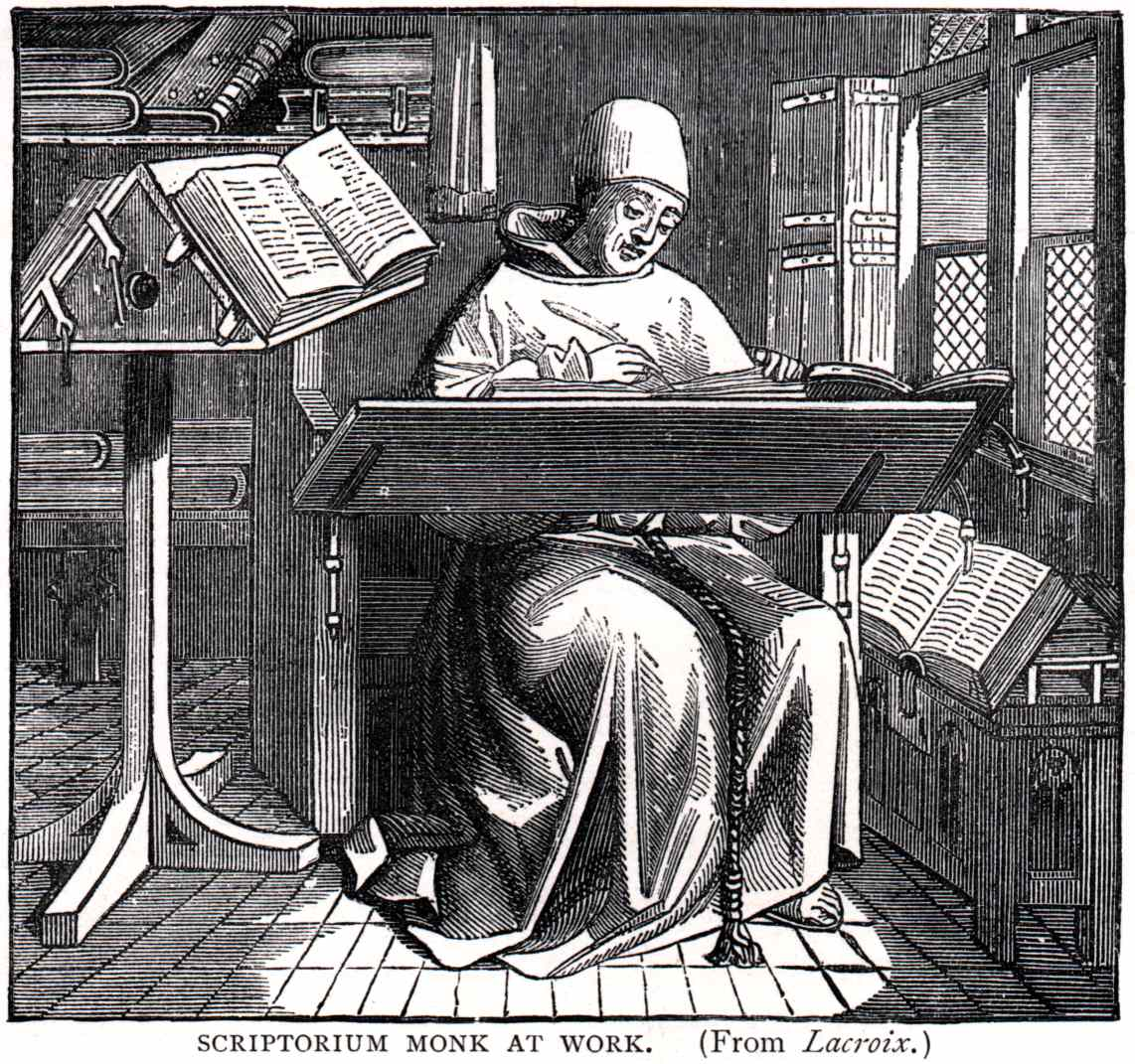
Kopist

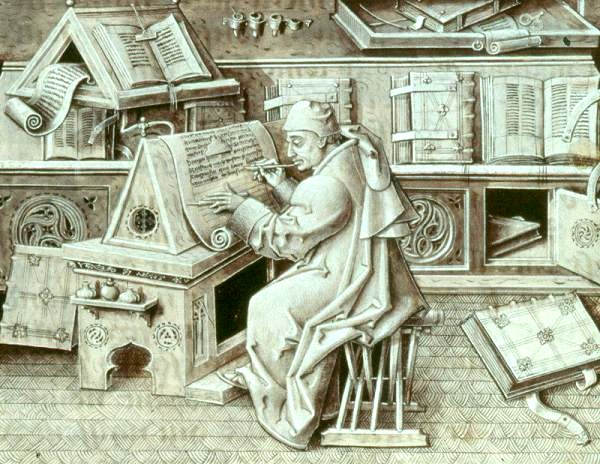
Kopist

Der Kopist ist ein Schreiber, dessen Aufgabe in erster Linie darin besteht, Texte abzuschreiben (zu kopieren), die andere verfasst haben. Der Begriff wird in der Malerei bzw. bildenden Kunst auch für einen Maler verwendet, der das Gemälde eines anderen Künstlers kopiert und in der Musik für einen Notenkopisten.

## Zur Rolle von Kopisten
Waren Kopisten im Mittelalter häufig in Skriptorien von Klöstern und Stiften am Werk, um kirchliche oder wissenschaftliche Werke zu vervielfältigen, so verschwand dieser Berufszweig mit der Erfindung des Buchdrucks fast völlig.

### In der Musik
Kopisten für Musik, z. B. von Hofkapellen, waren meist dort angestellte Musiker. Oft blieben sie aber anonym, sind jedoch an ihrer Schrift zu erkennen, was für die Musikwissenschaft, zum Beispiel in der Joseph-Haydn-Forschung bedeutungsvoll ist. Kopisten für Musik, die die Orchesterstimmen aus den handgeschriebenen Partituren der Komponisten herausschreiben, gibt es bis heute. Ein guter Noten-Kopist kann abschätzen, wie Systeme, Takte und Noten auf einer Seite angeordnet werden sollen, um dem Musiker ein möglichst angenehmes Lesen und Blättern zu ermöglichen. Früher wurden den Kopisten auch einfachere kompositorische Tätigkeiten wie das Ergänzen von Begleitstimmen oder Instrumentation anvertraut. Obwohl der Notensatz mit dem Computer immer bessere Ergebnisse erzielt, kann es immer wieder vorkommen, dass kurzfristig die Stimmen einer Neukomposition oder Transpositionen benötigt werden oder die Notation eines Werkes für die Notensatzprogramme zu komplex ist. In solchen Fällen kann ein Kopist nötig sein.

### In der bildenden Kunst
Durch Kopisten geschaffene Druckformen, wie Kupferstiche, Stahlstiche, Radierungen und Lithografien dienten vor der Entwicklung fotografischer Reproduktionstechniken der Verbreitung von Kunstwerken aus privaten und herrschaftlichen Sammlungen für ein breites Publikum.
Nico Franz erweitert 2013 den Begriff Kopist. Die heutigen Kopisten sehen sich als Modernisierer der Kunst. Sie interpretieren bereits bestehende Werke neu. Die Ursprungswerke, starr in ihrer Impression, nutzt der Kopist als Ausgangspunkt für den kreativen Prozess. Er zerlegt das Ganze in seine Elemente und setzt es dann aufs Neue zusammen. Nico Franz begründet mit dem „Kopismus“ eine neue Bewegung der modernen Kunst.